# Myla (rivier)
De Myla (Russisch: Мыла) is een rivier in de Bolsjezemelskaja toendra in de Russische autonome deelrepubliek Komi en vormt een zijrivier van de Tsilma. De rivier heeft haar oorsprong op de Timanrug op de grens tussen de oblast Archangelsk in het noordwesten van de deelrepubliek Komi. De rivier stroomt over bijna de hele lengte met veel meanders naar het noorden. Bij de benedenloop bevinden zich enkele nederzettingen. De Myla stroomt in de Tsilma op 5 kilometer van de plaats Myla.
De Myla wordt vooral gevoed door sneeuw. De rivier is gewoonlijk bevroren van november tot begin mei.
Vroeger lag er een bosbouwgebied bij de Myla.